# Nicklas Grossmann
Nicklas „Nick“ Grossmann (* 22. Januar 1985 in Stockholm) ist ein ehemaliger schwedischer Eishockeyspieler und derzeitiger -trainer, der im Verlauf seiner aktiven Karriere zwischen 2004 und 2019 unter anderem 623 Spiele für die Dallas Stars, Philadelphia Flyers, Arizona Coyotes und Calgary Flames in der National Hockey League auf der Position des Verteidigers bestritten hat. Mit der schwedischen Nationalmannschaft wurde er im Jahr 2011 Vizeweltmeister.

## Karriere
Grossmann spielte während seiner Juniorenzeit bei Gnesta IK und später bis 2005 bei Södertälje SK, wo er auch den Sprung in die erste Mannschaft aus der Elitserien schaffte.
Nachdem er im NHL Entry Draft 2004 in der zweiten Runde an 56. Stelle von den Dallas Stars aus der National Hockey League ausgewählt worden war, wechselte der Verteidiger im Sommer 2005 nach Nordamerika. Zunächst kam Grossmann ausschließlich bei den Iowa Stars in der American Hockey League (AHL) zum Einsatz. Sein Debüt in der NHL-Mannschaft der Dallas Stars durfte der Schwede Ende der Saison 2006/07 geben. Er brachte es auf acht NHL-Spiele vor dem Beginn der Play-offs, in denen er wieder für die Stammkräfte weichen musste. Ab der Saison 2007/08 gehörte er – auch aufgrund Verletzungen von Teamkollegen – fest zum Kader des NHL-Teams. Ab der Spielzeit 2008/09 spielte er die folgenden dreieinhalb Spieljahre ausschließlich im NHL-Team.
Am 16. Februar 2012 transferierten ihn die Dallas Stars im Austausch für ein Zweitrunden-Wahlrecht im NHL Entry Draft 2012 und einem Drittrunden-Wahlrecht im NHL Entry Draft 2013 zu den Philadelphia Flyers. Nach drei Jahren in Philadelphia wurde er samt den Vertragsrechten an Chris Pronger an die Arizona Coyotes abgegeben, die im Gegenzug Sam Gagner und ein erfolgsabhängiges Draft-Wahlrecht zu den Flyers schickten. Nachdem sein Vertrag am Ende der Saison 2015/16 ausgelaufen war, wechselte er im Oktober 2016 nach einem erfolgreichen Probetraining zu den Calgary Flames. Dort sollte er im November zum Farmteam der Flames in die AHL geschickt werden, woraufhin man sich jedoch auf die Auflösung seines Vertrages einigte.
Im Anschluss kehrte Grossmann in seine Heimat zurück und schloss sich Ende November 2016 dem Örebro HK an. Diesen verließ er nach einer Spielzeit in der Svenska Hockeyligan und er kehrte zu seinem Stammverein nach Södertälje zurück, der in der HockeyAllsvenskan beheimatet war. Dort wurde er vor der Saison 2017/18 zum Mannschaftskapitän ernannt. Im Sommer 2019 beendete der 34-Jährige seine aktive Karriere und wechselte in den Trainerstab des Vereins.

### International
Grossmann vertrat sein Heimatland Schweden erstmals bei der U20-Junioren-Weltmeisterschaft 2005, wo er Mannschaftskapitän des Teams war, aber lediglich den sechsten Platz belegte. Mit 37 Strafminuten in sechs Turnierspielen war er der meistbestrafte Spieler des Wettbewerbs.
Bei den Senioren absolvierte er die Weltmeisterschaften 2009 und 2011. Dabei gewann er 2009 die Bronze- und 2011 die Silbermedaille. Insgesamt bestritt er in beiden Jahren 14 Spiele und bereitete einen Treffer vor.

## Erfolge und Auszeichnungen
- 2009 Bronzemedaille bei der Weltmeisterschaft
- 2011 Silbermedaille bei der Weltmeisterschaft

## Karrierestatistik

### International
Vertrat Schweden bei:
- U20-Junioren-Weltmeisterschaft 2005
- Weltmeisterschaft 2009
- Weltmeisterschaft 2011

(Legende zur Spielerstatistik: Sp oder GP = absolvierte Spiele; T oder G = erzielte Tore; V oder A = erzielte Assists; Pkt oder Pts = erzielte Scorerpunkte; SM oder PIM = erhaltene Strafminuten; +/− = Plus/Minus-Bilanz; PP = erzielte Überzahltore; SH = erzielte Unterzahltore; GW = erzielte Siegtore; 1 Play-downs/Relegation; Kursiv: Statistik nicht vollständig)